# Zwei Welten (Album)
Zwei Welten ist der Titel zweier Musikalben der Kölner A-cappella-Gruppe Wise Guys. Es handelt sich um eine A-cappella- und eine instrumentierte Version, die am 25. Mai 2012 und am 14. September 2012 erschienen. Beide enthalten die gleichen Lieder bis auf drei Songs, die im instrumentalen Album durch andere aus früheren Alben ersetzt wurden. Die „neuen“ Songs sind Nur für dich (aus dem Album Wo der Pfeffer wächst), Jetzt ist Sommer (aus dem Album Ganz weit vorne) und Radio (aus dem gleichnamigen Album Radio), außerdem als Bonustrack Seemann (aus dem Album Frei!).
Laut den Wise Guys geht damit „ein Traum in Erfüllung“, da sie bereits in der Entstehungsphase die Lieder auch immer schon in einer instrumentierten Version im Kopf hatten, sie dann aber „nur“ in der A-cappella-Version umgesetzt wurden.
Im Zusammenhang mit den zwei Welten wurde bereits am 11. Mai 2012 die Maxi-Single Lauter zusammen mit den B- und C-Tracks Jetzt erst recht und Der Berg ruft veröffentlicht.
Beide Teile haben einen Bonustrack: Beim ersten Part wurde die Ballade Leise exklusiv auf iTunes veröffentlicht, als Bonustrack für das Album oder einzeln zum Kaufen. Beim zweiten, instrumentierten Part, gibt es regulär auch außerhalb von iTunes den Bonustrack Seemann, der in nicht instrumentierter Fassung bereits vorher existierte.
Zusätzlich wurde ein Komplett-Album als Doppelalbum veröffentlicht, das sowohl die komplette A-cappella-, die komplette instrumentierte Version als auch die drei A-cappella-Bonustracks Leise, Der Berg ruft und Jetzt erst recht enthält.
In den Charts werden beide Teile als ein Album gezählt.
Im Dezember 2012 wurde den Wise Guys auf ihrer „Spezialnacht“ die Goldene Schallplatte für das Album überreicht.

## Titelliste: Zwei Welten (a cappella)
1. Die Sonne scheint mir auf den Bauch – 3:27
 (Musik: Daniel Dickopf / Text: Daniel Dickopf)
2. Zwei Welten – 4:23
 (Edzard Hüneke, Erik Sohn, Dickopf / Dickopf)
3. Ich bin aus Hürth – 3:10
 (Dickopf)
4. Ich weiß nicht, was ich will – 2:42
 (Dickopf)
5. Lauter – 2:48
 (Dickopf)
6. Tanzen im Regen – 4:36
 (Hüneke, Sohn / Dickopf)
7. Deutsche Bahn – 3:09
 (Dickopf)
8. Nach Hause – 3:55
 (Dickopf)
9. Schönen guten Morgen – 2:16
 (Dickopf)
10. Mein Nachbar ist ein Zombie – 3:56
 (Dickopf)
11. Das war nicht geplant – 4:28
 (Dickopf)
12. Tief im Süden – 4:44
 (Dickopf)
13. Irgendwer wird immer meckern – 3:01
 (Dickopf)
14. Mein Morgen am Meer – 3:46
 (Dickopf)
15. Scheiße Scheiße Scheiße – 2:27
 (Dickopf)
16. Jetzt ist deine Zeit – 4:25
 (Hüneke / Hüneke, Dickopf)

## Rezension A-cappella-Version
„Der Titel spielt auf einen Jugendtraum der Wise Guys aus den 90er Jahren an, nämlich den Produktionsprozess einer Scheibe doppelt zu dokumentieren. Zum einen als A-cappella-Fassung, zum anderen voll ausproduziert. Die instrumentierten Fassungen sind cool und haben den eingängigen Retropartysound, der die Gruppe so beliebt gemacht hat. Alle Texte lassen sich erfreulich gut verstehen; sie sind verschmitzt witzig und kritisch, sie tun keinem weh, und sie schmeicheln sich ins Ohr wie ins Problembewusstsein ein – ob es um ICE-Verspätungen geht, um ‚falsche‘ Geburtsorte (‚Ich bin aus Hürth‘), Meckerer (‚Irgendwer wird immer meckern‘) oder die erschreckende Tatsache, dass man 40 wird (‚Scheiße, Scheiße, Scheiße‘). (jn)“

„Trotz handwerklich tadelloser Umsetzung präsentiert ‚Zwei Welten‘ keine bahnbrechenden Neuerungen. Vielmehr pflegen und verfeinern die Kölner ihren erworbenen Status. Dass eine derartige Vorgehensweise nicht ausschließlich Beifall findet, ist der Band bewusst, denn ‚Irgendwer Wird Immer Meckern‘.“

## Titelliste: Zwei Welten (instrumentiert)
1. Die Sonne scheint mir auf den Bauch – 3:30
 (Musik: Daniel Dickopf / Text: Daniel Dickopf)
2. Zwei Welten – 4:31
 (Edzard Hüneke, Erik Sohn, Dickopf / Dickopf)
3. Ich bin aus Hürth – 3:19
 (Dickopf)
4. Ich weiß nicht, was ich will – 3:04
 (Dickopf)
5. Lauter – 2:53
 (Dickopf)
6. Tanzen im Regen – 4:38
 (Hüneke, Sohn / Dickopf)
7. Deutsche Bahn – 3:40
 (Dickopf)
8. Nach Hause – 4:00
 (Dickopf)
9. Schönen guten Morgen – 2:18
 (Dickopf)
10. Radio – 4:07
 (Dickopf)
11. Das war nicht geplant – 4:45
 (Dickopf)
12. Tief im Süden – 4:51
 (Dickopf)
13. Nur für dich – 3:31
 (Dickopf)
14. Mein Morgen am Meer – 3:48
 (Dickopf)
15. Jetzt ist Sommer – 3:05
 (Dickopf)
16. Jetzt ist deine Zeit – 4:38
 (Hüneke / Hüneke, Dickopf)
17. Seemann – 3:08 (Bonustrack)
 (Dickopf)

## Titelliste: Zwei Welten (komplett)

### CD 1
1. Die Sonne scheint mir auf den Bauch – 3:27
 (Musik: Daniel Dickopf / Text: Daniel Dickopf)
2. Zwei Welten – 4:23
 (Edzard Hüneke, Erik Sohn, Dickopf / Dickopf)
3. Ich bin aus Hürth – 3:10
 (Dickopf)
4. Ich weiß nicht, was ich will – 2:42
 (Dickopf)
5. Lauter – 2:48
 (Dickopf)
6. Tanzen im Regen – 4:36
 (Hüneke, Sohn / Dickopf)
7. Deutsche Bahn – 3:09
 (Dickopf)
8. Nach Hause – 3:55
 (Dickopf)
9. Schönen guten Morgen – 2:16
 (Dickopf)
10. Mein Nachbar ist ein Zombie – 3:56
 (Dickopf)
11. Das war nicht geplant – 4:28
 (Dickopf)
12. Tief im Süden – 4:44
 (Dickopf)
13. Irgendwer wird immer meckern – 3:01
 (Dickopf)
14. Mein Morgen am Meer – 3:46
 (Dickopf)
15. Scheiße Scheiße Scheiße – 2:27
 (Dickopf)
16. Jetzt ist deine Zeit – 4:25
 (Hüneke / Hüneke, Dickopf)
17. Leise – 2:55 (Bonustrack)
18. Jetzt erst recht – 2:52 (Bonustrack)
19. Der Berg ruft – 2:25 (Bonustrack)

### CD 2
1. Die Sonne scheint mir auf den Bauch – 3:30
 (Musik: Daniel Dickopf / Text: Daniel Dickopf)
2. Zwei Welten – 4:31
 (Edzard Hüneke, Erik Sohn, Dickopf / Dickopf)
3. Ich bin aus Hürth – 3:19
 (Dickopf)
4. Ich weiß nicht, was ich will – 3:04
 (Dickopf)
5. Lauter – 2:53
 (Dickopf)
6. Tanzen im Regen – 4:38
 (Hüneke, Sohn / Dickopf)
7. Deutsche Bahn – 3:40
 (Dickopf)
8. Nach Hause – 4:00
 (Dickopf)
9. Schönen guten Morgen – 2:18
 (Dickopf)
10. Radio – 4:07
 (Dickopf)
11. Das war nicht geplant – 4:45
 (Dickopf)
12. Tief im Süden – 4:51
 (Dickopf)
13. Nur für dich – 3:31
 (Dickopf)
14. Mein Morgen am Meer – 3:48
 (Dickopf)
15. Jetzt ist Sommer – 3:05
 (Dickopf)
16. Jetzt ist deine Zeit – 4:38
 (Hüneke / Hüneke, Dickopf)
17. Seemann – 3:08 (Bonustrack)
 (Dickopf)